# 僧侣墩
僧侶墩（Monks Mound）是美洲前哥倫布時代最大的土方建築，也是中美洲以北最大的金字塔。僧侶土丘的建設開始於西元900年-955年。僧侶墩位於伊利諾伊州柯林斯維爾附近的卡霍基亞土墩遺址（名列聯合國教科文組織世界遺產），1988年計算得出的結果，僧侶墩高約100英尺（30公尺），長955英尺（291公尺），包括南端的入口坡道有775英尺（236公尺）寬。僧侶墩的底部大小與吉薩大金字塔（13.1英畝/5.3公頃）大致相同。它的底部周長大於特奧蒂瓦坎太陽金字塔。
僧侶墩與石頭建造的埃及金字塔不同，平台土墩幾乎完全由土壤和黏土層構成。由於這種結構及其頂部平坦，多年來，其結構中保留了雨水，最終導致土墩塌陷，土墩最高部分雪崩狀的側面大部分滑落。它的設計尺寸本來比目前的尺寸小得多，但是最近的挖掘表明，即使在建造土墩時，坍落也會發生。